# Neanderthal genome project

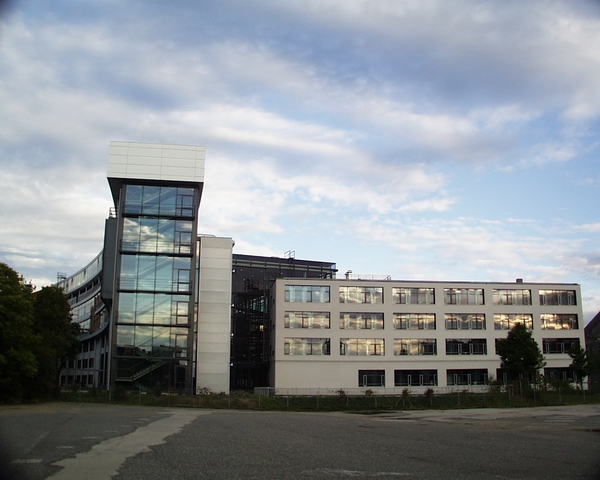
Max Planck-institutet för evolutionär antropologi i Leipzig, Tyskland

Neanderthal genome project är ett vetenskapligt projekt för att kartlägga neandertalmänniskans arvsmassa. Projektet startade i juli 2006 som ett samarbete mellan vetenskapsmän koordinerat av Max Planck-institutet för evolutionär antropologi i Tyskland och 454 Life Sciences i USA.

## Innan projektet
2006 publicerade två forskarlag som arbetat med samma Neandertalmaterial, Richard Greens lag publicerade i Nature, och James Noonans lag i Science. Resultatet väckte visst tvivel främst vad gäller förekomsten av neandertalgener i den moderna människans genom.
Richard Greens forskarlag använde en analysteknik som förstärkte enkla molekyler och fick ut en kvarts miljon "avläsningar". Tekniken levererar slumpvisa avläsningar så att intressanta delar som utgör skillnaden mellan modernt mänskligt genom och neandertalare kan studeras. Dessa dyker också upp slumpvis i materialet  Nackdelen med tekniken är att de ursprungliga proverna förstörs i processen. Noonans lag använde en annan teknik där neandertal-DNA introduceras i bakterier som gör många kopior av ett fragment. Noonans lag visade att Neandertalarnas genomsekvenser kan återskapas med användning av s.k. metagenomiska bibliotek. Allt DNA i provet sparas i dessa bibliotek. Ett DNA-fragment överförs till bakterier och sedan kan neandertal-DNA sekvenseras och speciella sekvenser kan studeras.
Resultaten var anmärkningsvärt lika. En grupp föreslog att det fanns en antydan om blandning av neandertalarnas genom och moderna människors genom medan den andra gruppen inte fann detta, men båda grupperna förstod att data ännu inte var tillräckliga att svara på frågan.
Noonans lag fann neandertal-DNA sekvenser som var lika schimpans-DNA, men inte modernt humant DNA på flera platser, vilket gjorde det möjligt att bestämma när den gemensamma förfadern för H. sapiens och H. neanderthalensis levde. De kom fram till att det var för 706 000 år sedan och att de båda arterna skildes åt för 370 000 år sedan.
Detta var innan starten av projektet. Resultatet att gammalt DNA i fragment från Neandertalare i proverna bestod av 50 - 70 baspar jämfört med hundratals till tusentals som de moderna föroreningarna bestod av. Detta är förklarligt då dessa inte utsatts för 38 000 år av skador. Detta resultat var viktigt i det vidare projektet.

## Starten på projektet
Starten var att prover togs av DNA från lårben (femur) av tre 38 000 år gamla kvinnliga neandertalare från Vindija Cave i Kroatien och andra ben funna i Spanien, Ryssland och Tyskland. Endast ett halvt gram (eller 21 prover på 50-100 mg) behövdes för sekvenseringen men svårigheten var föroreningar främst av bakterier som hade funnits på benen och från människor som hade hanterat benen vid utgrävning och på laboratorier.

## Resultaten publiceras
I maj 2010 publicerade projektet resultat i tidskriften Science, ett utkast grundat på studier av fyra miljarder baspar av neandertal-dna. Om resultaten är riktiga (kontamination med modernt dna är ett problem som tidigare resultat från projektet har kritiserats för) så bär dagens icke-afrikanska människor på mellan en och fyra procent av neandertalarnas dna. Människan skulle alltså ha korsats med neandertalare strax efter utvandringen från Afrika.
I motsats till resultaten vid studier av mitokondrie-DNA visade resultaten att 1-4 % av moderna människors DNA (utom sub-Sahara-afrikaner) delas med neandertalare. Proverna från Homo sapiens i Eurasian (franska, hankinesiska och papuanska) gjorde att korsningen ägde rum i Levanten innan Homo sapiens befolkade Europa. Dessa resultat ifrågasattes då arkeologiska bevis saknades. Fossila fynd placerar inte neandertalare och homo sapiens nära varandra. Denna invändning föll bort 2015 då en modern sapienskvinna i Israel daterades till att ha levt för 55 000 år sedan. 99,7% av nucleotidernas sekvenser för moderna människor och neandertalare i genomen är lika medan 98,8% är gemensamt med schimpanser. 
En del av ett revben från ett skelett av ett neandertalbarn funnit i Mezmaiskaya grottan vid nordvästra foten av Kaukasus daterades 1999 med c-14-metoden till en ålder av  29 195±965 B.P., och således till en av de sista av levande neandertalarna. Gammalt DNA togs för en mtDNA-sekvens visade 3,48% skillnad mot typexemplaret Feldhofer neandertalaren från Neandertal. 2011 visade  fylogenetiska analyser att de tillhörde en grupp avskild från moderna människor och att de inte bidragit till den moderna människans genpool.
2015 rapporterade Israel Hershkovitz vid Tel Aviv University att en skalle funnen i en grotta i norra Israel var från en kvinna som levde och dog i regionen för 55 000 år sedan och alltså fanns moderna människor vid denna tid, vilket var då som den troliga tiden och platsen för att moderna sapiens parade sig med neandertalare.
2016 publicerade projektet att Neandertalare troligen fått avkomma med moderna människor flera gånger och att Neandertalare troligen också har fått efterkommande med  Denisovamänniskan men bara en gång enligt de fynd som gjorts i melanesiernas genom.